# دولو (کودوگو)
دولو شهری در شهرستان کودوگو در استان بولکیمده در بورکینافاسوی غربی مرکزی است جمعیت آن ۳۸۶۹ نفر است.